# Laskowitz (Groß Lassowitz)
Laskowitz, polnisch Laskowice (1936–1946: Kiefernwalde) ist ein Dorf im polnischen Powiat Kluczborski der Woiwodschaft Opole. Es gehört zur zweisprachigen Gemeinde Gross Lassowitz.

## Geographie

### Geographische Lage
Laskowitz liegt im Nordwesten der historischen Region Oberschlesien. Der Ort liegt rund zehn Kilometer südwestlich vom Gemeindesitz Gross Lassowitz, rund fünfzehn Kilometer südwestlich von der Kreisstadt Kluczbork (Kreuzburg) und 25 Kilometer nordöstlich von der Woiwodschaftshauptstadt Oppeln.
Westlich des Dorfes liegt der Bahnhof Laskowice Oleskie an der Bahnstrecke Jełowa–Kluczbork. Nördlich des Dorfes fließt der Budkowitzer Bach (poln. Budkowiczanka), ein linker Nebenfluss des Stobers (poln. Stobrawa). Westlich des Dorfes liegt der Landschaftsschutzpark Stobrawski.

### Ortsteile
Zum Dorf gehören die Weiler Schönwiese (polnisch Szarawara) und Freudengrund (Wesoła).

### Nachbarorte
Nachbarorte von Laskowitz sind im Norden Thule (polnisch Tuły), im Südosten Bierdzan (Bierdzany), im Südwesten Podewils (Kały) und im Westen Neu Budkowitz (Nowe Budkowice).

## Geschichte

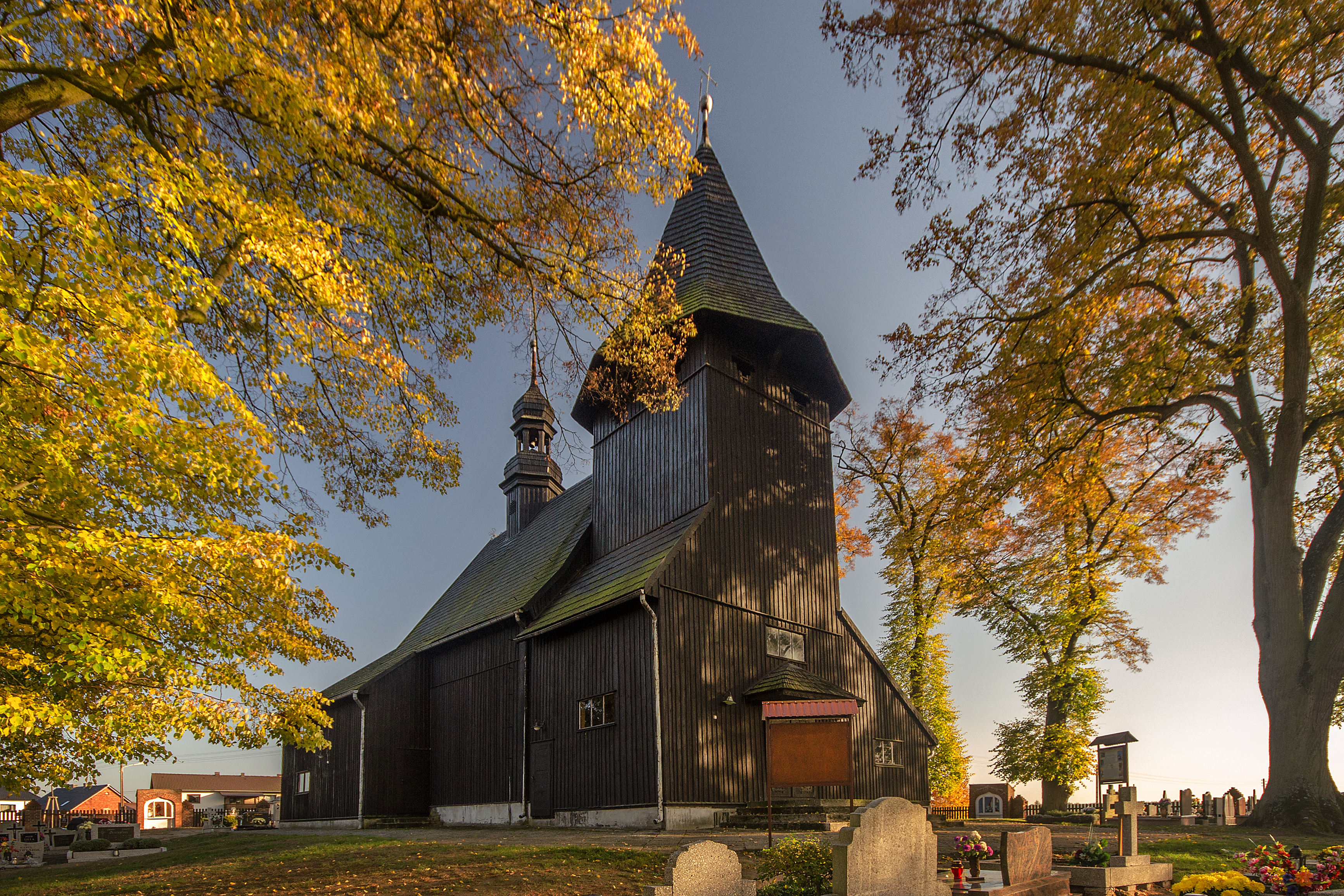
Schrotholzkirche St. Lorenz und St. Barbara

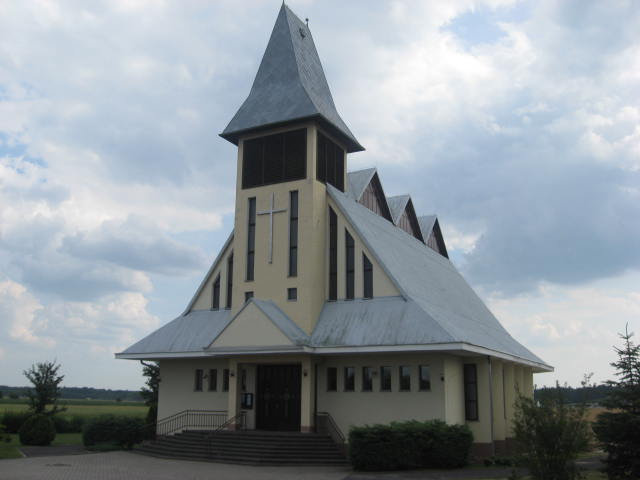
Heiliggeistkirche

Im Jahre 1228 wurde das Dorf Lascouici als Besitz des Klosters Czarnowanz erwähnt. Der Ortsname bedeutet in etwa Gnadenort.
1685 wird in Laskowitz eine Schrotholzkirche errichtet, ursprünglich als Filialkirche von Jellowa, ab 1828 von Alt Budkowitz und schließlich seit 1898 von Thule. 1742 fiel Laskowitz mit dem Großteil Schlesiens an Preußen. Friedrich der Große besuchte den Ort im Jahre 1783.
Nach der Neuorganisation der Provinz Schlesien gehörte die Landgemeinde Laskowitz ab 1816 zum Landkreis Rosenberg O.S. im Regierungsbezirk Oppeln. 1845 bestanden im Dorf eine katholische Kirche, eine katholische Schule, ein Vorwerk, eine Eisenhütte, eine Ziegelei, eine Pechhütte und 84 weitere Häuser. Im gleichen Jahre lebten in Laskowitz 776 Menschen, davon 44 evangelisch und 15 jüdisch. Ab 1874 war Laskowitz dem Amtsbezirk Sausenberg eingegliedert, welcher aus den Landgemeinden Chudoba, Groß Lassowitz, Grunowitz, Klein Lassowitz, Laskowitz, Marienau, Sausenberg, Skorkau und Trzebitschin und den Gutsbezirken Chudoba, Groß Lassowitz, Grunowitz, Klein Lassowitz, Laskowitz, Sausenberg, Skorkau und Trzebitschin bestand. Am 1. Oktober 1899 erhielt das Dorf Anschluss an die Eisenbahnstrecke Jellowa–Kreuzburg.
Bei der Volksabstimmung in Oberschlesien am 20. März 1921 wurden in Laskowitz 464 Stimmen (79,0 %) für den Verbleib bei Deutschland abgegeben, 123 Stimmen waren für den Anschluss an Polen. Im Gutsbezirk Laskowitz waren es 78 zu 10 Stimmen. Folglich verblieb das Dorf in der Weimarer Republik. 1928 wurde der Gutsbezirk Laskowitz, bis dahin kommunal eigenständig, in die Gemeinde Laskowitz eingemeindet. Im Zuge der nationalsozialistischen Ortsumbenennungen wurde der Ortsname, der den neuen Machthabern zu slawisch klang, 1936 in Kiefernwalde geändert. Zum 1. April 1939 wurden die Gemeinden Marienfeld und Thule eingemeindet und der Amtsbezirk Kiefernwalde eingerichtet.
1945 kam der bis dahin deutsche Ort Kiefernwalde unter polnische Verwaltung und wurde anschließend der Woiwodschaft Schlesien angeschlossen und ins polnische Laskowice 1950 kam der Ort zur Woiwodschaft Opole. 1984 wurde mit dem Bau der neuen Heiliggeistkirche begonnen, der zehn Jahre später fertiggestellt wurde. 1999 kam der Ort zur Woiwodschaft Oppeln und zum wiedergegründeten Powiat Kluczborski. Am 16. August 2010 erhielt der Ort zusätzlich den amtlichen deutschen Ortsnamen Laskowitz.

### Einwohnerentwicklung
Die Einwohnerzahlen von Laskowitz:
| Jahr | Einwohner |
| ---- | --------- |
| 1783 | 361       |
| 1830 | 200       |
| 1844 | 776       |
| 1855 | 931       |
| 1861 | 932       |

| Jahr | Einwohner |
| ---- | --------- |
| 1910 | 888       |
| 1925 | 911       |
| 1933 | 1018      |
| 1939 | 17581     |
| 2011 | 936       |

1 nach der Eingemeindung von Marienfeld und Thule (bis 1945)

## Sehenswürdigkeiten

### Schrotholzkirche St. Lorenz und St. Barbara

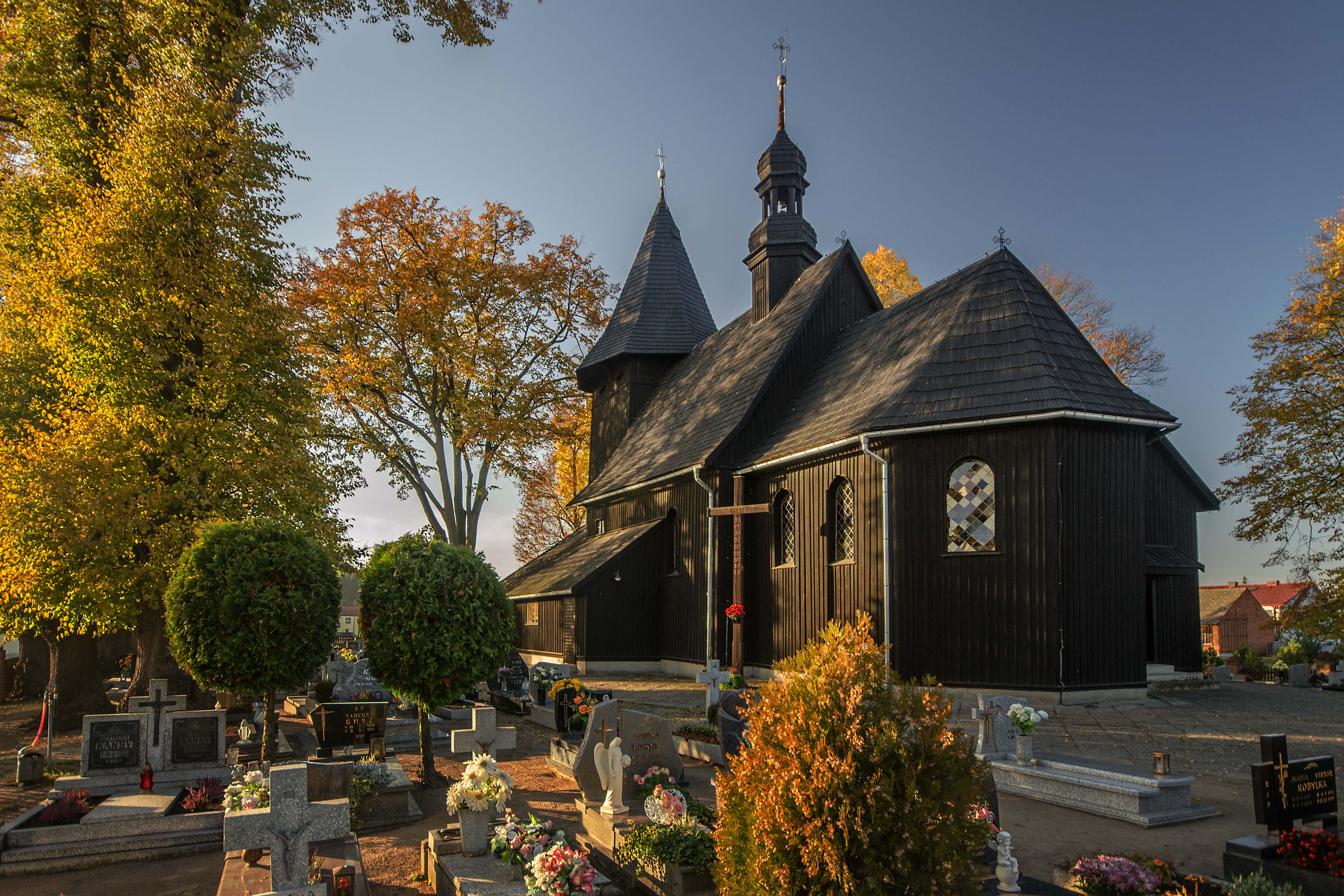
Rückansicht der Schrotholzkirche mit Friedhof

Die römisch-katholische Filialkirche St. Lorenz und St. Barbara (poln. Kościół św. Wawrzyńca) ist eine 1686 auf einer kleinen Anhöhe errichtete Schrotholzkirche. Die Kirche ist geostet, verfügt im Westen über einen in Ständerwerk ausgeführten Frontturm. Der achteckige Turmhelm ist wie das Kirchendach schindelgedeckt. An das Langhaus, dessen Dachfirst von einem barocken Dachreiter bekrönt wird, schließt sich der eingezogene Chor mit niedrigerem Dach an. Im Inneren jedoch ist die Decke des Langhauses flach gedeckt, der Chor dagegen besitzt ein zur Tonne ausgebildetes Holzgewölbe. Über eine Außentreppe ist die Patronatsloge im Chor erreichbar. An die Südaußenwand der Kirche ist ein Umgang angebaut.
Das Innere wird von der L-förmigen Empore und dem manieristischen Hauptaltar aus dem 17. Jahrhundert mit Gemälden der heiligen Barbara und des heiligen Lorenz aus dem 19. Jahrhundert bestimmt. Ferner gibt es noch eine Kanzel aus dem 17. Jahrhundert. In einer kleinen Krypta unter dem Kirchenfußboden liegt in einem Eichenholzsarg die natürliche Mumie einer jungen Adeligen. Es handelt sich dabei wahrscheinlich um die 1608 verstorbene Brigitta Buchta von Buchtitz, um die sich zahlreiche Legenden ranken und deren Leichnam im Volksmund als Laskowitzer Tod bezeichnet wird.
2010 wurde mit Renovierungsarbeiten in der Kirche begonnen. Dabei traten an mehreren Stellen unter dem Wandanstrich barocke Malereien zu Tage, die nun vollständig freigelegt werden sollen. Die Kirche war ursprünglich vollständig mit Wandmalereien verziert, die im 19. Jahrhundert auf königliches Dekret hin weiß übertüncht wurden. Bis dahin soll sich in der Kirche auch eine große Darstellung der Hölle befunden haben.
Im Turm hängt eine 1606 von Jakob Götz in Breslau gegossene Glocke. Sie wurde noch für den Vorgängerbau gegossen, ebenso wie eine zweite, im Ersten Weltkrieg eingeschmolzene Glocke sowie eine dritte Glocke, die aufgrund eines Risses im Jahre 1650 von Sebastian Götz in Breslau neu gegossen wurde. Sie kam 1942 auf den Glockenfriedhof in Hamburg, wurde jedoch nicht eingeschmolzen und kam nach dem Zweiten Weltkrieg nach Nürtingen. Ihre Inschrift belegt, dass bereits die Vorgängerkirche in Laskowitz dasselbe Patrozinium hatte: Año 1650 Ist zu diser Kirche st Lorentz und Barbara in Laskowitz diese Glocke vmb gegossen worden Avf anordnen der Kirchvätter Adam Kavrtz Adam Zigan Iacob Schlisch. Sowie auf der anderen Seite: Sebastian Götz Goss mich.

### Weitere Sehenswürdigkeiten

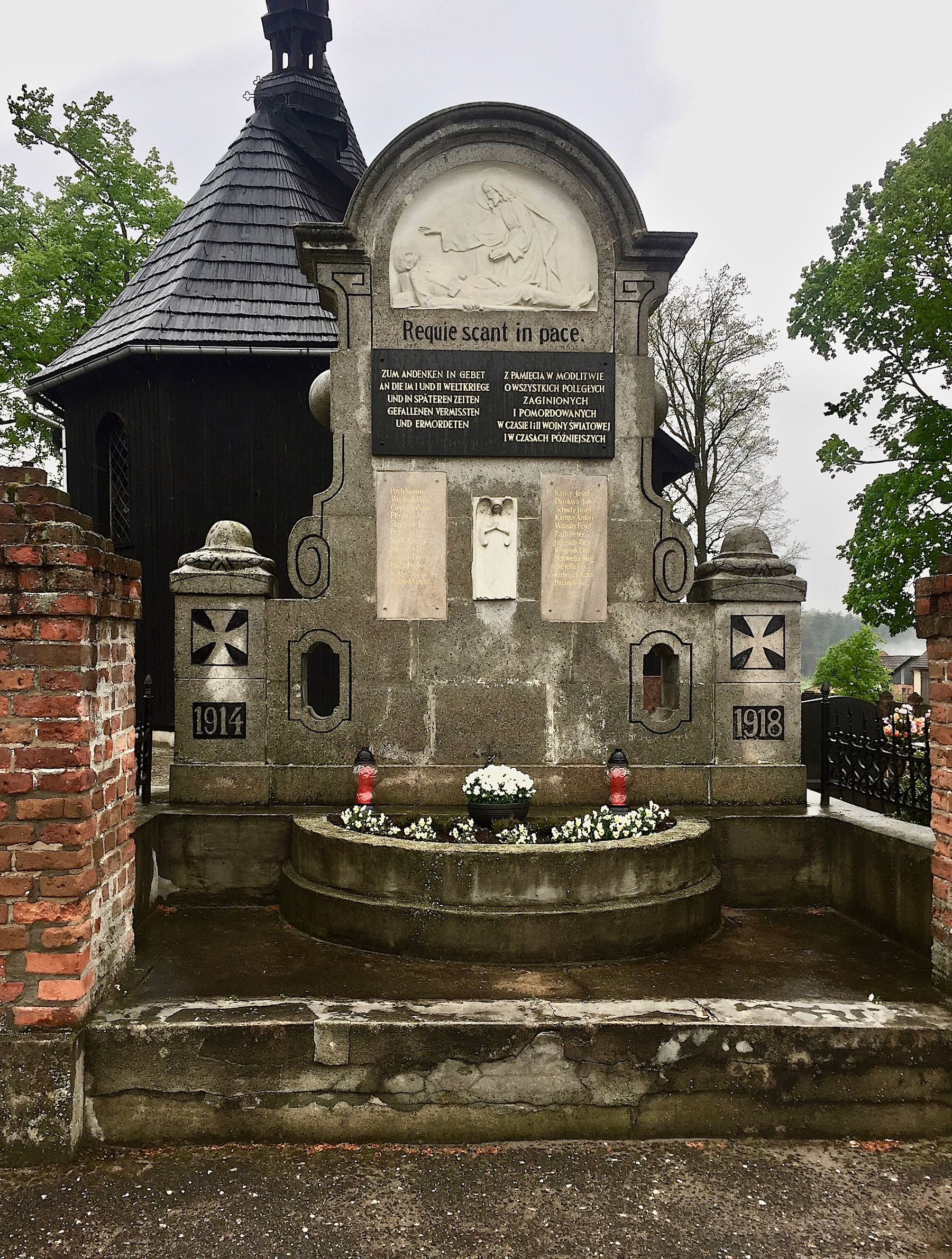
Laskowitzer Friedhof: Denkmal für die im 1. u. 2. Weltkrieg gefallenen, vermissten und ermordeten (2019)

- Moderne Heilig-Geist-Kirche – 1984–1994 erbaut[5]
- Auf dem Friedhof befindet sich östlich des Chors das zweiseitig gestaltete Denkmal für die Gefallenen des 1. u. 2. Weltkrieges.
- Wegekreuz an der ul. Tulska

## Vereine
- Deutscher Freundschaftskreis
- Freiwillige Feuerwehr OSP Laskowice[10]